# Recovery (Film)
Recovery (dt. etwa Genesung, Wiederherstellung, Erholung) ist ein britischer Fernsehfilm mit David Tennant und Sarah Parish in den Hauptrollen. Das BBC-Drama thematisiert den Umgang einer vierköpfigen Familie mit dem folgenschweren Schädel-Hirn-Trauma des Familienvaters. Die Erstausstrahlung erfolgte zur Hauptsendezeit (21 Uhr) am Sonntag, den 25. Februar 2007, auf dem ersten Kanal des britischen öffentlich-rechtlichen Fernsehens, BBC One.

## Handlung
Alan Hamilton, ein glücklicher Familienvater und Vorsteher eines Bauunternehmens, läuft bei dem nächtlichen Versuch, ein Taxi für sich und seinen Angestellten und Freund Johnathan heranzuwinken, zwischen zwei parkenden Autos auf die Straße und wird von einem Lastwagen erfasst. Mehrere Tage lang liegt er daraufhin im Koma, seine Frau Tricia wird von dem behandelnden Neurologen Mr Lockwood vorsichtig auf die drastischen Veränderungen vorbereitet, die eine Hirnverletzung nach sich ziehen kann.
Als Alan schließlich aus dem Koma erwacht, leidet er zunächst (wie erwartet) an einer Wortfindungsstörung, Einschränkungen in der visuellen und auditiven Wahrnehmung, ideatorischer Apraxie und schwerwiegender retrograder Amnesie: er kann sich zuerst weder an seine eigene Identität noch an seine Mitmenschen erinnern (über 20 Ehejahre mit Tricia sind wie ausgelöscht, auch Tage später erkennt er nur seine Eltern). Die Krankenschwester versichert Tricia, dass dieser Teil der Amnesie reversibel sei. Dies bewahrheitet sich tatsächlich, langfristig fehlen nur noch die Erinnerungen an Unfallhergang und Krankenhausaufenthalt. Wie sich bald darauf herausstellt, resultieren aus den Ereignissen und der Beeinträchtigung des Frontallappens zudem starke Verhaltens- und scheinbar Persönlichkeitsveränderungen, die sich hauptsächlich in mangelnder Impulskontrolle äußern: ungebremste Wutausbrüche, plötzliche Emotionsentladungen zwischen Euphorie und Verzweiflung, extrem egozentrisches Denken und Verhalten sowie eine absolut unangemessen ausgelebte Sexualität (öffentliche Masturbation, ausfallendes sexualisiertes Ansprechen, Anstarren und Begrabschen von Freundinnen der Familie, Polizistinnen, Krankenschwestern und völlig fremden Frauen, liebloser, triebgesteuerter Sex mit Tricia) werden für die Familie zum Alltag. Hinzu kommt eine leichte, vermutlich vorübergehende Form von anterograder Amnesie: er hat Schwierigkeiten, sich neues Wissen anzueignen und alltägliche Abläufe (Autotür öffnen, Tee kochen, duschen, anziehen, …) im Kurzzeitgedächtnis bzw. Arbeitsgedächtnis zu behalten. Dies führt mitunter zu einer kindlichen Hilflosigkeit auch angesichts von Gefahrensituationen. Alans älterer Sohn wird von seiner Mutter, die nun unerwartet Hauptverdienerin der Familie ist und schon bald mit mehreren Nebenjobs jongliert, zum Babysitter seines Vaters bestimmt. Mit dem plötzlichen Rollentausch und dem umgedrehten Verantwortungsverhältnis ist der Junge überfordert, außerdem stehen gleichzeitig seine A-Level-Schulabschlussprüfungen (vgl. dt. Abitur bzw. österr. Matura) und die Universitätsbewerbungen an. Sein jüngerer Bruder Joel nimmt die Schwere der Verletzungen des Vaters und die traurigen Konsequenzen (mit wenigen Ausnahmen) als nicht so dramatisch wahr und versteht einige (für die anderen schockierende) Verhaltensweisen als lustiges Spiel. Joels kindliche Unbeschwertheit, die sich in einigen Momenten plötzlich auf Augenhöhe mit Denken und Verhalten seines Vaters befindet, sorgt für die wenigen leichten, ja lustigen Momente des Dramas. Er registriert aber sehr wohl die wachsende Überforderung und Verzweiflung seiner Mutter.
Alan gewinnt schrittweise sein Gedächtnis zurück. Da er jedoch nach wie vor keinerlei Erinnerung an die Unfallereignisse und den Krankenhausaufenthalt hat, fällt es ihm schwer, zu akzeptieren, dass er überhaupt ein Problem hat. In einem unbeobachteten Moment zündet er bei dem Versuch, sich ein Toastbrot zuzubereiten, die Küche des gemeinsamen Hauses an. Ein Versuch Johnathans, Alan in einer weniger verantwortungsvollen Position wieder an seinem alten Arbeitsplatz einzugliedern, scheitert auf üble Weise. Inzwischen haben für Dean die Abschlussklausuren begonnen, was im Familienchaos völlig untergeht. Als die Problematik seines Verhaltens endlich zu Alan durchsickert, zieht er sich zurück und versinkt in eine tiefe depressive Phase. Die Hoffnung auf Kompensationszahlungen durch die Versicherung des Unfallfahrers platzt, als sich bestätigt, dass er völlig nüchtern und im Tempolimit fuhr und Alan unmöglich rechtzeitig hätte sehen können. Tricia wächst ihre familiäre und beruflich-finanzielle Dauerstress-Situation über den Kopf, sie sucht Zuflucht bei ihrer Freundin Gwen und gesteht ihr, sich durch Alans fortdauernde kindliche Hilfsbedürftigkeit und die völlig ausbleibende Erwiderung ihrer Liebe inzwischen wie eine Witwe zu fühlen. Gwen macht ihr deutlich, dass ihr Seelenverwandter, der alte Alan, wohl nicht zurückkehren und es womöglich Zeit werde, nach vorne zu blicken. Um sie aufzuheitern, möchte Gwen mit ihr um die Häuser ziehen, in einem Club versucht die schon angetrunkene Tricia, mit verschiedenen Männern zu flirten, beendet das Gespräch jedoch jedes Mal recht schnell durch das Erzählen ihrer traurigen Geschichte und landet schließlich im Bett mit einem Mann, mit dem sie nur kurz tanzte und von dem sie nicht einmal den Namen erfuhr. Geläutert kehrt sie zu Gwen zurück und gibt zu, sich selbst nicht mehr wiederzuerkennen.
Aus Sorge, Alan könne sich das Leben nehmen oder schon genommen haben, bricht Johnathan noch in der gleichen Nacht auf Deans Bitten hin Alans Zimmertür auf und konfrontiert ihn mit seiner Verantwortung, für sich selbst und seine Familie das beste aus seiner Situation zu machen. Dean stellt am Folgetag seine Mutter an ihrem Arbeitsplatz zur Rede und fordert sie eindringlich auf, auch ihre Verantwortung, insbesondere Joel gegenüber, wahrzunehmen und umgehend nach Hause zu kommen. Tricia ringt sich daraufhin durch, zu ihren Kindern zurückzukehren und wird zu Hause von den stets vorwurfsvollen Schwiegereltern empfangen. Sie stellt klar, dass sie trotz ihrer Liebe zu Alan nicht länger die Kraft habe, sich neben all ihren anderen Pflichten rund um die Uhr um den ihr völlig fremd gewordenen Mann in ihrem Schlafzimmer zu kümmern. Alan verlässt bei ihrer Rückkehr erstmals seit Tagen sein Zimmer, hört das Gespräch mit an und verspricht, von nun an ebenfalls sein Bestes zu geben und für eine Besserung seines Zustandes und die Rettung seiner Ehe mit all seiner verbleibenden Kraft zu kämpfen. Da er nicht mehr in seinen Beruf zurückkehren werden kann, kann sich die Familie (trotz mehrerer Nebenjobs von Tricia) das eigene Haus nicht mehr leisten. Als die Bausparkasse Druck macht, hilft Johnathan Tricia bei der drängenden Suche nach einem kleineren Heim. Er fordert sie auf, nicht länger auf den alten Alan zu warten und hoffen, sondern sich endlich damit abzufinden, dass ihr Mann durch den Unfall ein anderer Mensch geworden ist – und doch weiterhin die Liebe ihres Lebens sein kann. Da Alan nun auch bereit ist, seinen Teil zu der Bewältigung der neuen Situation beizutragen, kann Tricia diesen bitteren Fakt schließlich für sich annehmen. Mithilfe seiner Frau, seiner Söhne, Dr Lockwood, einer Pflegerin und dem ehrenamtlichen Headway-Mitarbeiter Duncan erlangt Alan langsam einen Teil der Kontrolle über seine Emotionen und Handlungsimpulse zurück. Letztlich kann er – mit einigen für Dean etwas peinlichen Aussetzern aber ohne größere Katastrophen – seinen Ältesten beim Umzug in die neue Studenten-WG begleiten. Die Familie wächst wieder zusammen, doch da Trish die Hoffnung auf eine wechselseitige Liebesbeziehung schon fast aufgegeben und ihr Leben als reine Pflegerin und Ersatzmutter Alans beinahe akzeptiert hat, ist Alan schließlich derjenige, der ihr zeigen muss (und kann), dass er tatsächlich wieder an einer echten Liebesbeziehung mit ihr interessiert ist.

## Hintergrund
Die im Film dargestellte Entwicklung stellt einen von vielen möglichen Krankheitsverläufen nach einem schweren SHT mit Verletzungen u. a. des OFC (Orbitofrontalcortex) dar. Bei einer solchen Hirnverletzung sind neben den hier dargestellten (vorübergehendem) retrograden Gedächtnisverlust, Wortfindungs- und Wahrnehmungsstörungen auch die mehr oder minder stark ausgeprägten Persönlichkeitsveränderungen wie beim gezeigten Disinhibitorischen Syndrom nicht ungewöhnlich. Ganz zu Beginn des Films lässt Drehbuchautor Marchant den Neurologen bereits die Tatsache klarstellen, dass sich jede Hirnverletzung anders auswirkt und die Konsequenzen und Genesungsaussichten mitunter erst nach einiger Zeit deutlich werden. Die vom Film aufgegriffene Debatte umfasst auch die grundlegende philosophisch-naturwissenschaftliche Frage, ob ein Mensch (ausschließlich) über die Funktion und Struktur seines Gehirns definiert ist (Sohn Dean fasst seine Sorge mit dem Satz zusammen: „How can there be more to him than his brain? We are our brains!“).
Unterstützung bei der Filmproduktion erhielt die BBC durch den St George’s Healthcare NHS Trust (heute St George’s University Hospitals NHS Foundation Trust). Die gesamte Filmproduktion ab der Planungsphase wurde zudem begleitet durch das Hilfswerk Headway, die führende britische Organisation zur Unterstützung von Erwachsenen und Kindern mit Hirnverletzungen sowie deren Angehörigen. Headway stellt neben Begleitung und umfangreichem Informationsmaterial auch eine Vielzahl an Kursen und Gesprächskreisen sowie einen kostenfreien Pflegedienst für Patienten mit kürzlich erlittenem Schädel-Hirn-Trauma. Sie half Drehbuchautor Tony Marchant mit Informationen und Erfahrungsberichten zum möglichen Krankheitsverlauf, den beteiligten Institutionen, Auswirkungen der Hirnverletzungen auf Familien und Berufsleben von Betroffenen und weiterem Fachwissen / Erfahrungsschatz. Die lokale Stelle der Stiftung, Headway Essex, war auch direkter Ansprechpartner für Hauptdarsteller David Tennant, der sich in der Vorbereitung auf den Film neben dem neurowissenschaftlichen Forschungsstand auch mit den persönlichen Geschichten von Patienten vertraut machte. Durch Headway Essex konnte er einige Patienten, Angehörige und Pfleger persönlich kennen lernen und an verschiedenen Hilfsprogrammen, Übungen und Gesprächskreisen für Akut- und Langzeitpatienten teilnehmen. Noch im selben Jahr übernahm er die Schirmherrschaft für Headway Essex, die er seither innehat.
Leitende Produzenten der BBC waren zur Drehzeit Frith Tiplady und Joanna Gueritz. Als Produzentin für Recovery wurde Rebecca de Souza (Prisoners’ Wives) engagiert, als Line Producer Jacquie Glanville (Secret Diary of a Call Girl) gewählt. Die Geschäftsführung (Executive Producers) übernahmen Kate Anthony und Greg Brenman (ebenfalls Secret Diary of a Call Girl und Prisoners’ Wives). Rachel Freck war als Casting Director für die Besetzung verantwortlich, die Tontechnik leitete John Hughes. Für die Maske war Sarah Grundy, für die Kostüme Howard Burden zuständig. Als DP (Director of Photography – neben der Kameraführung auch für die gesamte Lichttechnik verantwortlich) konnte Wojciech Szepel gewonnen werden. Die Konzeption des Szenenbildes stammt von David Roger.
Die Titelmusik wurde bei Nick Green und Tristin Norwell (Norwell & Green) in Auftrag gegeben, die daneben auch den Score komponierten. Der Soundtrack besteht zusätzlich aus einigen älteren Liedern, darunter Paul Wellers You Do Something to Me, welches auch im Handlungsverlauf eine nicht unbedeutende Rolle spielt.
Für den Film arbeiteten die Hauptdarsteller David Tennant und Sarah Parish bereits zum dritten Mal zusammen. Erstmals standen sie sich 2004 in der Miniserie Blackpool gegenüber, Tennant verkörperte darin den Detective Inspector (DI) Peter Carlisle, der sich in die unglückliche Ehefrau (Parish) seines mafiösen Hauptverdächtigen (David Morrissey) verliebt. 2006 trafen sie als Antagonisten im Doctor Who Weihnachtsspecial The Runaway Bride erneut aufeinander – Tennant in seiner Rolle als Der Doktor, Parish als Kaiserin der Racnoss.
Wie für BBC-Produktionen mit komplexer medizinisch-psychologischer Thematik üblich, wird am Ende der Ausstrahlung (neben dem eingerückten Abspann) schriftlich und mündlich auf die BBC Action Line hingewiesen, eine kostenlose Informations- und Seelsorge-Hotline, die ihren Anrufern 16,5 Stunden täglich und unter Gewährleistung von Anonymität Ansprechpartner zu den behandelten Themen zur Seite stellt.
Während die British Broadcasting Corporation auch nach Anfrage von Zuschauern und Hauptdarstellern nicht plant, die Fernsehproduktion kommerziell auf DVD zu veröffentlichen, geht sie umgekehrt auch nicht gegen das Hochladen des Films auf kostenlosen Videoplattformen wie YouTube vor.
In Ungarn wurde der Film unter dem Titel Felépülés (wörtliche Übersetzung des Originaltitels, dt. etwa Erholung) ausgestrahlt. Vor der offiziellen Erstausstrahlung am 25. Februar 2007 wurde der Film bereits am 14. Februar einem kleinen Londoner Publikum als BAFTA Screening gezeigt. In Banff (Kanada) und Shanghai (China) wurde der Film auf den jeweiligen internationalen Filmfestivals präsentiert und geehrt.

## Rezeption
Fünf Millionen Zuschauer sahen die Erstausstrahlung am 25. Februar 2007. BBC One konnte sich damit trotz starker Konkurrenz (Bridget Jones auf Channel 4, The Conspiracy Files auf BBC Two, Gefährliche Brandung auf Channel 5 u. a.) einen Publikumsanteil von 20 % sichern. Eine bessere Quote erzielte nur ITV mit Lewis und 7,3 Millionen Zuschauern (31 %).
Der Filmkritiken-Aggregator Rotten Tomatoes errechnet aus 495 eingegangenen Publikumswertungen eine herausragende Zustimmungsrate von 90 %, wobei die Zuschauer im Durchschnitt 4,4 von 5 Sternen vergaben.
Die RTS (Royal Television Society) nominierte Hauptdarsteller David Tennant 2008 als Besten Schauspieler des vorangegangenen Fernsehjahres (für seine Darbietungen in Recovery und Doctor Who).
Im Rahmen des kanadischen internationalen Medienfestivals in Banff (ebenfalls 2008) war der Film bzw. die Hauptverantwortlichen Marchant, De Souza und De Emmony als Bester Fernsehfilm für den dort vergebenen Rockie Award nominiert. Auch beim Shanghai International TV Festival von 2007 wurde der Film gezeigt. Dort erhielt Tennant eine weitere Nominierung (für den dort verliehenen Magnolia Award) für die Beste Darbietung eines Schauspielers in einem Fernsehfilm.
Der Film wurde von Filmkritikern wie Publikum ausgesprochen positiv aufgenommen, alle großen landesweiten Zeitungen sprachen uneingeschränkte Empfehlungen aus. Gelobt wurden neben Marchants „bewegendem“ Drehbuch insbesondere die „auf herzzerreißende Weise überzeugenden“ Darstellerleistungen (allen voran Tennants und Parishs „durchweg glaubhafte“ Darstellung der Hauptfiguren). Zugleich stellten mehrere Filmrezensenten und Patientenverbände den „gut recherchierten“, „nicht geschönten oder gar romantisierenden“ und dadurch „zutiefst erschütternden“ Umgang mit dem tragischen Thema heraus – auch im Vergleich zur regelmäßigen Verwendung von (vorübergehendem) Gedächtnisverlust als Stilmittel des Hollywood-Kinos zur Erreichung anderer Handlungsziele und eines Happy End – und betonten die zwar „sensible“ und „berührende“, dabei aber „nie übersentimentale“ Erzählweise des Dramas. Die Rezensenten von Times und Guardian hielten Tennant auch zugute, dass dieser sich trotz seiner „brillianten“ Darbietung nicht in den Vordergrund spiele, nicht versuche, die (sich dafür anbietende) Rolle auf Kosten der anderen Darsteller zu einem Ein-Mann-Werbeauftritt, einem “star vehicle” à la “Give me a Bafta!” (Gebt mir einen BAFTA!) zu machen. Stattdessen gebe er Parish genug Raum für die Entfaltung ihrer „ebenso brillianten“ Darstellung einer liebenden Ehefrau am Ende ihrer Kräfte. Die von den beiden erfahrenen Hauptdarstellern gemeinsam getragene Handlung und das ohnehin schon „hervorragende“ Drehbuch werde durch die gewisse Zurückgenommenheit nur „umso überzeugender“.
Dass der Film nur einen hoffnungsvoll offenen Ausklang und kein wirkliches Ende, geschweige denn ein Happy End, aufweist, war zugleich eine hochgelobte Entscheidung wie auch einer der wenigen starken Kritikpunkte an Marchants Werk. Der Rezensent des Telegraph beispielsweise wog unentschlossen ab, ob es in einem BBC-One-Sonntagabend-Drama wichtiger sei, die Lebenssituation vieler Opfer schwerer Hirntraumata adäquat darzustellen, oder der vom Zuschauer empfundenen Notwendigkeit eines filmischen Abschlusses nachzukommen. The Herald legte das Augenmerk auf und lobte die Zusammenarbeit mit Headway und die daraus resultierte offensichtliche Kritik am britischen Gesundheitssystem: Neurologe, Stationsschwester und Pflegerin sind zwar kompetente, geduldige, freundliche und sensible Zuhörer und Ansprechpartner während Alans Krankenhausaufenthalt, mit seiner Entlassung lastet jedoch die volle Verantwortung urplötzlich allein auf Tricias Schultern, erst am Ende ihrer Kräfte sucht sie selbst den Kontakt zu den Ehrenamtlichen (!) von Headway. Die Zeitung verband ihre Filmbesprechung außerdem mit einem eindringlichen Spendenaufruf zugunsten des Hilfswerkes, unabhängig davon, ob ihre Leser den Film bereits gesehen oder verpasst hätten.

„At the start of Recovery (BBC 1), Alan and Tricia Hamilton were dancing and laughing together in their kitchen. Last night’s drama, though, didn’t stay so carefree for long. Soon afterwards, Alan (David Tennant) was run over while hailing a cab. By the time he came out of his coma, the doctors had diagnosed a brain injury. What they didn’t know – mainly because it’s unknowable – is how this would affect his personality. Tricia (Sarah Parish) was warned that he’d probably be different, but at this stage seemed optimistic that, given enough love from her, all would be well. “My husband,” she declared grandly, “is more than a neural pathway.” The rest of the programme concerned her growing realisation that she might be wrong on both counts.
Alan’s individual symptoms could certainly be alarming: a tendency to grope women’s bottoms, to scream at the children, and to set fire to the kitchen when making toast. Yet, the real agony for Tricia wasn’t that her Alan was doing strange things – but that he wasn’t her Alan any more. Instead, she was pouring out all this care and support on a stranger. Except, needless to say, that the situation was even worse than that. Not only did this stranger look like Alan, but he had occasional flashes of lucidity which confirmed that the man she’d loved since she was 16 was still in there somewhere. Tricia also sensed the black irony that loneliness and distress were in danger of changing her personality too.
As you’d expect, the two lead actors did full justice to Tony Marchant’s powerful but carefully observed script. David Tennant performed the more extravagantly bonkers stuff with great aplomb. He was better still at those terrible quieter moments when Alan suddenly recognised what he’d become. In capturing Tricia’s constant alternation between determination and despair, Sarah Parish made both elements equally understandable.
Of course, perhaps the biggest problem with a drama like this is how to end it, and Marchant didn’t quite solve that. On the one hand, he clearly wanted to show that brain injury is not something that’s liable to reach a happy ending – or in fact an ending of any kind. On the other, a drama (especially on BBC 1) does need some sort of resolution. In the event, he seemed to try out a few possible outcomes, before plumping for a scene of the couple dancing again. “What if I can’t make you happy?” said Alan. “What if I can’t come back?” “Well, I’ll just take what you’ve got,” Tricia replied. After all we’d seen, this calm acceptance of her lot felt a bit too easy – although, in Marchant’s defence, I can’t imagine many viewers wanting it any other way.“

„It was the kind of show-every-emotion part that actors kill for, but Tennant didn’t turn it into a “Give me a Bafta!” turn. This was no star vehicle, since the story was as much about the emotional journey of Alan’s wife, Tricia. […] A clearer sense of what Alan had been like before the accident would have helped to amplify Tricia’s frustration. But Sarah Parish made up for it with a superb portrayal of shifting feelings, whether portraying Tricia’s initially flinty determination to see things through or the shell-shocked regret of a one-night-stand. Marchant likes to give us subjects to chew over, whether it’s debt (Never Never), prescription drugs and hyperactivity (Kid in the Corner) or fertility treatment (The Family Man). […] Tennant and Parish made it affecting viewing and Marchant scored in charting Tricia’s eventual realisation that she had to learn to accept Alan as a different person. This also thankfully avoided the Hollywood trend to use memory loss as a gateway to deeper healing, a little miracle to help us forget our mean adult selves and learn to be innocent again. Marchant’s drama ended on an optimistic note, but it was by no means the end of Alan and Tricia’s journey. Recovery hadn’t turned into Recovered.“

„There was nothing remotely funny about Recovery (Sunday, BBC1), Tony Marchant’s moving drama about a family dealing with the aftermath of a horrible accident. It seems to be something a serious actor has to do – play someone with up-there problems. Hoffman’s done it, DiCaprio… as have lots of other major movie stars […] Here, on a smaller scale, our own David Tennant (taking a break from the Tardis) is playing Alan, who’s been left with severe brain damage after being run over. He’s is extremely good at it, totally convincing as the husk of his former self. And Sarah Parish is also brilliant as his broken wife. It wasn’t over-sentimental, just believable. And much more powerful for that. Anyone who says they didn’t have a lump in their throats is either an unfeeling brute or a liar.“

„[Along with Sarah Parish’s other distinguishing features] it is this earthy approachability that has helped secure the 38-year-old actor’s reputation as the doyenne of laughter-through-the-tears versatility.
Not that there is much to laugh about in her latest role. Written by Tony Marchant, the TV drama Recovery centres on Alan and Tricia Hamilton, a couple whose happiness is shattered when Alan (played brilliantly by David Tennant, replete with serious drama beard) emerges from a car accident-induced coma with a brain injury. It is an affecting piece of television, not least because the Bafta-winning Marchant refuses to muddy the drama’s many ambiguities with sentimentality. Parish is heartbreakingly convincing as Tricia, a woman alternately grief-stricken, panicked and aggrieved by the realisation that her husband is no longer the man she married. ‘He’s basically dead but he hasn’t disappeared’, says Parish.
It is her finest performance to date, in my opinion, an observation that elicits a dismissive, hand-flapping, ‘Pfffftttt!’ […] Despite her palpable lack of interest in the fabled ‘celebrity lifestyle’ (‘Can’t be bothered with any of it, really’), Parish is ambitious. She has set up a production company (Benny Productions) and directed her first drama. ‘I’ve been very lucky. My scripts have got better over the years. Of course,’ she says, ‘I might find that when I hit my early 40s there’ll be a bunch of 35-year-olds who are getting all the parts I used to get.’ And if that does happen? ‘I’m sure I’ll be fine. You go through dead patches, but you always come through them. Touch wood. Hah-hah! But really, I don’t worry about things like that. It’s more important to focus on your plans and keep a positive attitude. You’ve got to keep laughing, haven’t you?’“

„David Tennant is such a fine actor that if he chose to read the phone book on prime time telly I’d probably tune in to watch. Fortunately the current Doctor Who was served with an idea and a script so good – and co stars to match – that his role of Alan Hamilton is perhaps the best thing he’s ever done.
Behind a beard and his natural Scottish accent he played a building site manager whose unspectacular but happy existence is torn apart when he is involved in a road accident. This one off drama followed his attempts to rebuild his life and identity through a fog of amnesia as a result of a brain injury.
In turns comic and tragic, his behaviour veers between anger and frustration at being unable to perform simple tasks such as getting dressed to vulnerable and child like as he slowly realises that the man he was may never come back. “I used to have a full time job,” he says at one point, “Now I’ve become one.”
This could have been bleak viewing but Tennant has a comic touch which managed to find the humour in the absurdity and sadness of a situation faced by more than 100,000 people every year.
It was a tour de force performance, too, for Sarah Parish as wife Tricia struggling to come to terms with the fact that the man she loved may be gone forever. The power of the piece lay as much in her journey of learning to live with a near stranger as it did with Tennant’s remarkable skill inhabiting a role none of us would wish to experience in real life.“

„Tennant plays a happily married family man who is run over by a lorry in a scene of shocking, sudden brutality. After languishing in a coma, […] he eventually recovers, albeit as a befuddled shadow of his former self, […] a vacant, childlike shell of a man prone to sudden bursts of rage and embarrassingly inappropriate sexual behaviour. […] Tennant is brilliant in the role, especially in the scenes in which he explodes into impotent, anguished fury. Initial reservations that he looks too boyish to convince as a father of two growing boys (despite having grown a beard to weather his saucer-eyed features) are vanquished as his powerful performance unfolds. Parish also puts in a strong turn as a woman struggling to cope with having a soulmate turn into a stranger. This is sobering, saddening stuff, a tragic portrait of a living hell which, if nothing else, should encourage you to be more vigilant the next time you cross the road.“

„The Most Harrowing TV Drama Ever.
First things first: if you watched Recovery, I’m sure you’ll be feeling inspired to make a donation to Headway, the charity that tries to help all those affected by brain injury, and which was also the organisation that assisted Recovery’s author, Tony Marchant, in his factual research for the drama.
You can make your donation easily and near-instantly on-line at www.headway.org.uk
If you didn’t watch Recovery, you can still donate to Headway. You just won’t know that the play was one of TV’s saddest, most harrowing dramas ever – and one that should, if there’s any justice, produce bucketloads of awards for its two stars […], David Tennant, and Sarah Parish.
Jolly entertainment, Recovery wasn’t; heart-breakingly educative, it was. […]
Brain injury: it’s most brutal and dehumanising for those who have to try to deal with it at close-hand, in the home, 24/7. […] In this tragic, unending and near-superhuman day-to-day task, Tricia was given precious little practical help by the health care industry. When Alan was discharged from hospital, all Tricia received was a consultant’s bland assurance that if she loved her husband then, by golly, she’d be unable to stop herself making him better.
However, as the blameless Tricia later pointed out to the same consultant shortly before fleeing from her husband: ‘You saved his life, but it’s not worth living. You take them home, and all you see is the death of everything. He can’t get better because he doesn’t know there’s anything wrong with him.’
Given the factual input that Tony Marchant received from Headway, Recovery seemed to imply that this hands-off medical non-intervention is all too common a mode of treatment. Likewise, Alan’s one visit to a day-care and rehabilitation unit confronted us with a vision of nineteenth-century mental health provision, ie Bedlam.
So show a bit of compassion in the easiest way possible, please. Your cash to Headway can make a difference.“